# Stefan Schweyer
Stefan Schweyer (* 1970 in Wetzikon, Kanton Zürich) ist ein Schweizer evangelischer Pfarrer und Professor für praktische Theologie an der Staatsunabhängigen Theologischen Hochschule (STH) in Basel.

## Leben
Schweyer studierte von 1990 bis 1994 Theologie an der Staatsunabhängigen Theologischen Hochschule (STH) in Basel. Von 1996 bis 1997 absolvierte er eine theologische Weiterbildung an der Trinitiy Evangelical Divinity School in Deerfield bei Chicago. Von 1997 bis 2008 war er als Pfarrer in der Freien Evangelischen Gemeinde im zürcherischen Bubikon tätig. Von 2001 bis 2006 forschte und schrieb er an seiner Dissertation über praktisch-theologische Kirchentheorie, 2006 wurde er an der Evangelischen Theologischen Fakultät Leuven in Belgien zum Doktor der Theologie promoviert.
2007 war er Projektleiter Akkreditierung und Gastdozent für Praktische Theologie an der STH Basel. Seit 2008 ist er Dozent für Praktische Theologie an der STH Basel. Von 2012 bis 2019 arbeitete er an einem Habilitationsprojekt über freikirchliche Gottesdienste am Liturgiewissenschaftlichen Institut der Universität Fribourg, das 2019 erfolgreich abgeschlossen wurde. 2016 wurde er zum Assistenzprofessor für Praktische Theologie an der STH Basel berufen und 2020 zum Ordentlichen Professor befördert.
Schweyer ist bereits seit 2004 in der Arbeitsgemeinschaft für biblisch erneuerte Theologie (AfbeT) tätig, wo er von 2010 bis 2018 Vorstandsmitglied war. Zudem ist er Mitglied bei der Fellowship of European Evangelical Theologians (FEET), bei der Konferenz der deutschsprachigen Pastoraltheologen und Pastoraltheologinnen e. V., bei der Societas Liturgica und der Societas Homiletica. Seit 2020 ist er Co-Leiter der Facharbeitsgruppe für Praktische Theologie (FAGPT) der Arbeitsgemeinschaft für evangelikale Theologie (AfeT).

## Lehre und Forschung
Schweyer beschäftigt sich mit Grundfragen der Praktischen Theologie, der Kirchentheorie und dem Gemeindeaufbau, Gottesdienst, Predigt und Gebet. Er versteht Gottesdienst zuerst als Begegnung mit Gott, als Resonanzraum für Gottes Reden und Wirken. Das geschehe in der Ausrichtung auf Gott, durch die Lesung des kraftvollen Wortes Gottes und durch Gebet. Dabei gelte es mehr mit Gott zu reden als über ihn, in der Stärkung dieser vertikalen Dimension liege noch Potenzial, insbesondere in freikirchlichen Versammlungen, die in der Gefahr stünden durch zu lockere Alltagssprache und mangelnde Liturgie banal zu werden. Landeskirchen neigten im Gegenteil zu nüchternen, abstrakten und distanzierten Gottesdiensten, die die Besucher mit ihren Alltagsfragen wenig berühren und überzeugen würden. Die Aufgabe der Kirche sei es, sich immer wieder der Bibel zuzuwenden und sich an ihr messen zu lassen, besonders im nachchristlichen Europa. Er hat dazu sowohl wissenschaftliche als auch populäre Schriften verfasst.

## Ehrungen
Schweyers von Helge Stadelmann betreute, von der ETF Leuven 2006 angenommene und 2007 veröffentlichte Dissertation mit dem Titel Kontextuelle Kirchentheorie. Eine kritisch-konstruktive Auseinandersetzung mit dem Kirchenverständnis neuerer praktisch-theologischer Entwürfe wurde 2008 mit dem Johann-Tobias-Beck-Preis ausgezeichnet.

## Werke

### Als Alleinautor
- Kontextuelle Kirchentheorie. Eine kritisch-konstruktive Auseinandersetzung mit dem Kirchenverständnis neuerer praktisch-theologischer Entwürfe, Theologischer Verlag Zürich, Zürich 2007 (Dissertation)
- Gesunder Glaube. Nahrhafte Impulse zum Apostolischen Glaubensbekenntnis, Book on Demand, Norderstedt, 2. Aktualisierte Auflage, 2019, ISBN 978-3-7412-9020-6
- Freikirchliche Gottesdienste. Empirische Analysen und theologische Reflexionen (zugl. Habilitationsschrift, Universität Freiburg (Schweiz), 2019), Evangelische Verlagsanstalt, Leipzig 2020, ISBN 978-3-374-06710-7.
- Gottesdienst verstehen – gestalten – feiern. Grundlagen und praktische Impulse, Brunnen Verlag, Gießen 2021, ISBN 978-3-7655-2124-9.
- Corpus Christi – Brot des Lebens. Liturgievergleichende Beobachtungen zu den Spendeformeln beim Herrenmahl, Archiv für Liturgiewissenschaft 62/63 (2020/21), 248–288 (Habilitationsvorlesung).[11]

### Als Mitautor und Mitherausgeber
- Freie Gottesdienste zwischen Liturgie und Event, Beiträge der Tagung an der Staatsunabhängigen Theologischen Hochschule Basel vom 20. Juni 2011, Studien zu Theologie und Bibel 7, LIT, Wien 2012.
- mit Lea Schweyer: „Sterben wir, so sterben wir dem Herrn.“ Bestattung und Trauerfeier aus christlicher Sicht, arteMedia, Riehen, 2. Auflage 2017.
- Gemeinsam singen im Gottesdienst. Empirische Erkenntnisse und theologische Reflexionen, Studien zu Theologie und Bibel 16, LIT, Wien 2016.
- mit Jürg H. Buchegger: Christozentrik. Festschrift zur Emeritierung von Armin Mauerhofer, Studien zu Theologie und Bibel 17, LIT, Wien 2016.
- mit Andreas Loos: Alles heil? Mit missionaler Theologie übers Heil sprechen, Brunnen, Gießen 2017, ISBN 978-3-7655-9017-7.
- mit Philipp Bartholomä: Mit der Bibel – für die Praxis. Beiträge zu einer praktisch-theologischen Hermeneutik (Festschrift zum 65. Geburtstag von Helge Stadelmann), Brunnen Verlag, Gießen 2017, ISBN 978-3-7655-9252-2 (Rezension von Franz Graf-Stuhlhofer im European Journal of Theology)
- mit Helge Stadelmann: Praktische Theologie – Ein Grundriss für Studium und Gemeinde, Brunnen Verlag, Gießen 2. Aufl. 2020, ISBN 978-3-7655-9577-6.
- mit Benjamin Kilchör: Die Herrlichkeit des Herrn. Altes Testament und Liturgiewissenschaft im Gespräch, Studien zu Theologie und Bibel 22, LIT, Zürich, 2020 (Publikation der Antrittsvorlesungen), ISBN 978-3-643-80315-3.
- Mit Philipp Bartholomä: Gemeinde mit Mission. Damit Menschen von heute leidenschaftlich Christus nachfolgen, Brunnen Verlag, Gießen 2023, ISBN 978-3-7655-2141-6.

### Audio
- Tabuthema Tod & Sterben, Theodor, Vineyard Basel, 18. Oktober 2015

### Video
- Gottesdienst der Zukunft, Weiterbildungsangebot von www.freikirchen.ch, 29. März 2021